# (72694) 2001 FT72
(72694) 2001 FT72 – planetoida z pasa głównego asteroid okrążająca Słońce w ciągu 5,79 lat w średniej odległości 3,22 j.a. Odkryta 19 marca 2001 roku.